# Heterusia thierryi
Heterusia thierryi là một loài bướm đêm trong họ Geometridae.